# Goose Green
Goose Green (in spagnolo Pradera del Ganso) è un centro abitato della Lafonia, una penisola dell'isola Falkland Orientale, che fa a sua volta parte dell'arcipelago delle Isole Falkland. Più esattamente, è situato sul fianco orientale dell'istmo centrale dell'isola e si affaccia su un tratto di mare denominato Choiseul Sound, a 3.2 km a sud-sudovest del minuscolo villaggio di Darwin. Con la sua popolazione di soltanto 40 abitanti è il terzo insediamento più grande delle Isole Falkland, dopo Stanley e la base aerea di Mount Pleasant.
A Goose Green è situato un negozio, un piccolo campo di aviazione ed alcune attrazioni turistiche, tra le quali il ponte sospeso di Bodie Creek (che è stato definito il ponte sospeso più meridionale nel mondo) e il relitto della Vicar of Bray, nave impiegata durante la corsa all'oro californiana. Le dimensioni dei campi di Goose Green sono notevoli: si estendono per 1700 chilometri quadrati. Nel suo territorio venne combattuta la battaglia di Goose Green nel corso della guerra delle Falkland.

## Storia
Goose Green sorse grazie alla costruzione di una fabbrica di sego, che venne aperta nel 1875.
Secondo la Encyclopædia Britannica Eleventh Edition, all'inizio del XIX secolo gli abitanti erano prevalentemente di origine scozzese. Allora si contavano solo tredici persone, ma la popolazione cominciò a crescere. Venne aperta una fabbrica di conserve, che ebbe successo fino al 1921, quando la depressione del primo dopoguerra ne provocò la chiusura. 
Nonostante questa crisi, nel 1922 Goose Green tornò a crescere e la popolazione raggiunse quasi 200 unità, poiché venne realizzato un allevamento di pecore dalla Falkland Islands Company. Nel 1927 fu costruito un immenso capannone per la tosatura delle pecore.
Dall'inizio degli anni '70 Goose Green fu la sede di un collegio gestito dal governo del Regno Unito. La scuola fu in seguito trasferita a Stanley, prima di diventare il quartiere generale dell'Argentina ed essere distrutta dal fuoco. Oggi nel centro abitato vi è soltanto una scuola per l'istruzione dei bambini del posto.
A cominciare dalla guerra delle Falkland la popolazione diminuì. Già nel 1982 si contavano solo un centinaio di residenti, mentre nel 2000 il loro numero scese a 40. La città è oggigiorno parte della Falkland Landholdings Corporation, una società gestita dal governo.
Un cottage di pietra e il village hall sono considerati listed buildings, ovvero costruzioni riconosciute e protette dal Regno Unito per la loro importanza.
Nel 2010 è entrato in funzione un radar, parte di una rete internazionale creata per lo studio dell'atmosfera e della ionosfera.